# 弗朗齐歇克·扬达-苏克
弗朗齐歇克·扬达-苏克（捷克語：František Janda-Suk，1878年3月25日—1955年6月23日），捷克男子田径运动员。他曾代表波希米亚、捷克斯洛伐克参加1900年、1912年和1920年夏季奥林匹克运动会田径比赛，获得一枚银牌。